# Advent International
Advent International er en amerikansk global kapitalfond, der er baseret i Boston, Massachusetts. De har aktiver under forvaltning for 89 mia. USD.
Advent har 14 kontorer i 11 lande.
Advent blev etableret i 1984 af Peter Brooke som et spin-off fra TA Associates.